# Roberto Cavalli (företag)
Roberto Cavalli S.P.A. är ett italienskt multinationellt modeföretag som tillverkar och säljer bland annat accessoarer, kläder, lyxvaror och livsstilsprodukter. Företaget har totalt 34 butiker och som är placerade i Bahrain, Frankrike, Italien, Malaysia, Monaco, Nederländerna, Saudiarabien, Spanien, Storbritannien, Tyskland, USA och Österrike. Det ägs av Auriel Investment SA, som i sin tur kontrolleras av den emiratiske miljardären Hussain Sajwani.
Företaget grundades 1975 av Roberto Cavalli. År 2015 sålde Cavalli 90% av det till ett konsortium, ledd av riskkapitalbolaget Clessidra SGR. Fyra år senare köptes hela företaget av Sawjani via investmentbolaget Vision Investments.